# Hohnhorst
Hohnhorst è un comune di 2.194 abitanti della Bassa Sassonia, in Germania.
Appartiene al circondario (Landkreis) di Schaumburg (targa SHG) ed è parte della comunità amministrativa (Samtgemeinde) di Nenndorf.
Oltre al capoluogo, comprende due frazioni (Ortschaft): Ohndorf e Rehren.